# Provinz Yacuma
Yacuma ist eine Provinz im zentralen Teil des Departamento Beni im südamerikanischen Anden-Staat Bolivien.

## Lage
Die Provinz ist eine von acht Provinzen im Departamento Beni. Sie grenzt im Westen an die Provinz Ballivián, im Süden an die Provinz Moxos, im Südosten an die Provinz Cercado, im Osten an die Provinz Mamoré, und im Norden an die Provinz Vaca Díez.
Die Provinz erstreckt sich etwa zwischen 12° 00' und 15° 28' südlicher Breite und 65° 00' und 66° 37' westlicher Länge, ihre Ausdehnung von Westen nach Osten beträgt bis zu 110 Kilometer, von Norden nach Süden 285 Kilometer.

## Bevölkerung
Die Einwohnerzahl der Provinz Yacuma ist in den vergangenen drei Jahrzehnten nur unwesentlich angestiegen:
| Jahr | Einwohner | Quelle       |
| ---- | --------- | ------------ |
| 1992 | 25.068    | Volkszählung |
| 2001 | 29.048    | Volkszählung |
| 2012 | 24.801    | Volkszählung |
| 2024 | 25.992    | Volkszählung |

48,8 Prozent der Bevölkerung sind jünger als 15 Jahre, der Alphabetisierungsgrad in der Provinz beträgt 80,4 Prozent.
98,7 Prozent der Bevölkerung sprechen Spanisch, 1,8 Prozent Quechua, 1,1 Prozent Aymara, und 10,3 Prozent andere indigene Sprachen. (1992)
60,7 Prozent der Bevölkerung haben keinen Zugang zu Elektrizität, 38,4 Prozent leben ohne sanitäre Einrichtung (1992).
84,2 Prozent der Einwohner sind katholisch, 12,2 Prozent sind evangelisch (1992).

## Gliederung
Die Provinz Yacuma gliederte sich bei der Volkszählung von 2024 in die folgenden beiden Verwaltungsbezirke (bolivianisch „Municipios“):
- 08-0401 Municipio Santa Ana del Yacuma (20.897 km²) im südlichen Teil der Provinz – 18.102 Einwohner – 0,9 Einwohner/km²
- 08-0402 Municipio Exaltación (25.049 km²) im nördlichen Teil der Provinz – 7.890 Einwohner – 0,3 Einwohner/km²

## Ortschaften in der Provinz Yacuma
- Municipio Santa Ana del Yacuma
  - Santa Ana del Yacuma 12.178 Einw. – El Perú 1005 Einw. – San José del Cabitu 432 Einw. – Totaizal 267 Einw.

- Municipio Exaltación
  - Exaltación 1425 Einw. – Coquinal 935 Einw.